# 丘頂
丘頂（英語：Hill Top）是一間建於17世紀的英國農舍，位於英國西北部坎布里亞郡湖區霍克斯海的近薩里村。在20世紀初期丘頂曾是著名女作家碧雅翠絲·波特的住宅，她在此共住了38年。至今丘頂由國家名勝古蹟信託保管，每年都會有不少遊客到該處參觀。

## 歷史

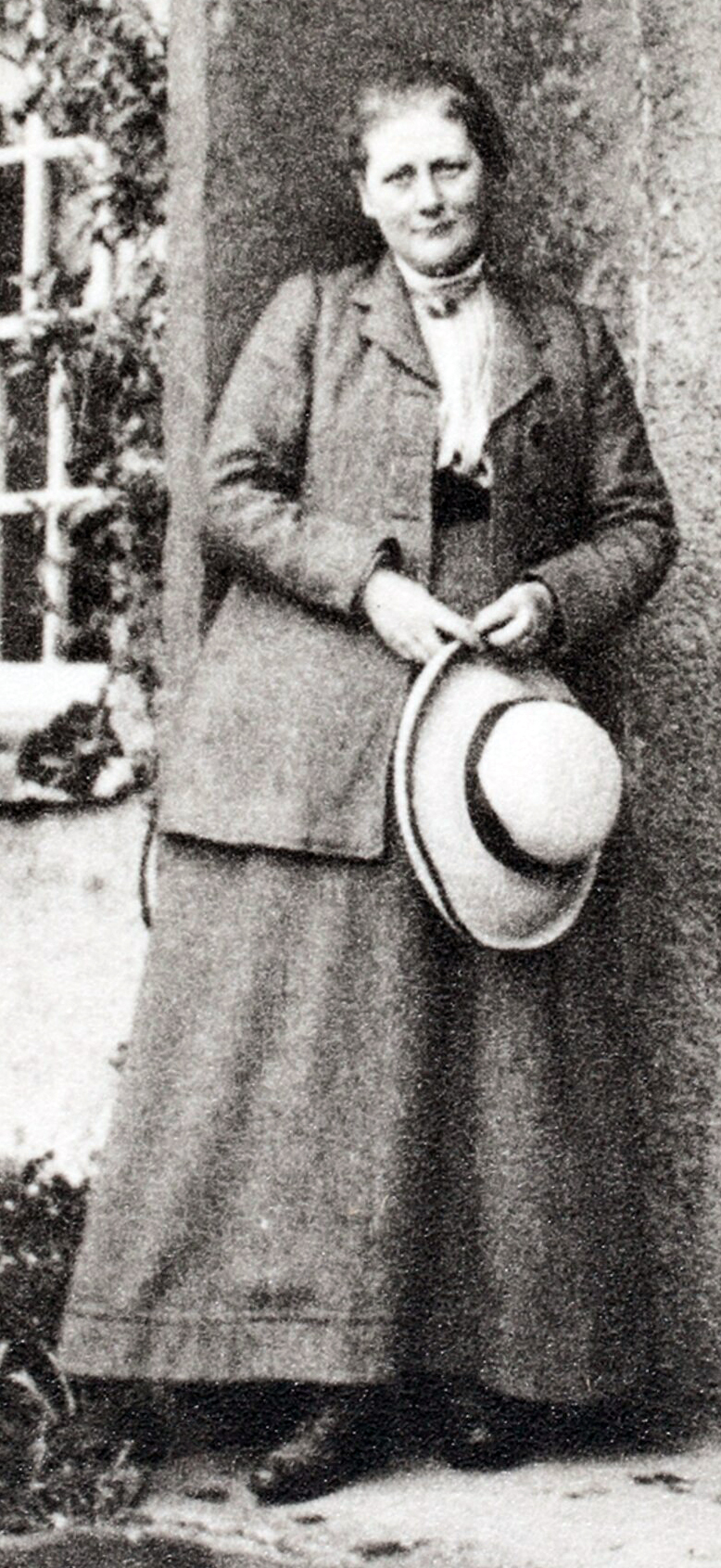
碧雅翠絲·波特1913年在丘頂拍攝的照片。

丘頂建造於17世紀。為典型的英国北部農莊設計，共兩層樓高，牆上遍滿了藤類植物。
大約在1905年時，碧雅翠絲·波特以童書版稅和伯母留給她的遺產買下了占地37英畝的丘頂及其周邊的農場。波特的不少著名繪本作品如《餡餅和餅模的故事》、《三小貓的故事》、《母鴨潔瑪的故事》、《貓布丁的故事》都是在丘頂創作的，她時常以丘頂或近薩里村的景色作為其故事和插圖的參照。
1943年，高齡77歲的波特女士在去世之前把丘頂連帶附近4000英畝的土地都捐給了國家名勝古蹟信託。1946年，丘頂正式對外開放參觀，盡可能保留了波特生前的布置。

## 仿製
2006年，日本東京附近一家動物園內設置了仿製丘頂樣貌的景點，吸引不少書迷前去參觀。

## 外部連結
- 國家名勝古蹟信託上的頁面（页面存档备份，存于）（英文）